# José Padilla Sánchez

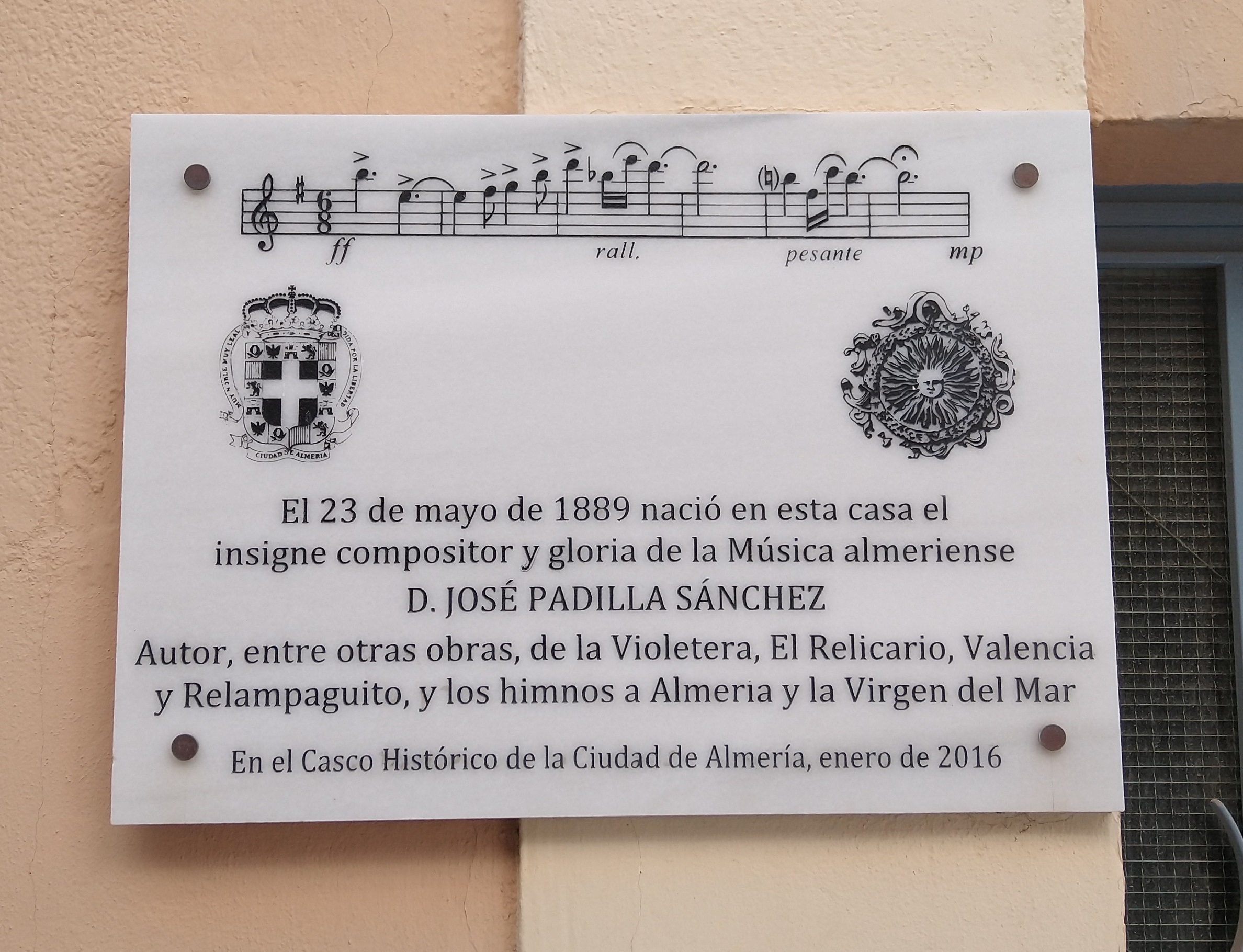
Placa en la casa natal del Maestro José Padilla Sánchez en Almería

José Padilla Sánchez (Almería, 23 de mayo de 1889 - Madrid, 25 de octubre de 1960) fue un compositor y pianista español. Es el autor de conocidas melodías, como Valencia, El relicario, La Violetera, Princesita, Ça c’est Paris, Estudiantina portuguesa, Fontane y tangos como El Taíta del Arrabal, Vieja Herida, Tango al Corazón. En concreto su tema Valencia recaudó 25 millones de francos en un año. Escribió música para más de 300 películas, y sus melodías, cantadas por estrellas del espectáculo como Raquel Meller, Tito Schipa, Barbra Streisand, Sara Montiel o Maurice Chevalier, aparecen en la filmografía de directores como Ridley Scott, Theo Angelopoulos, Woody Allen, Ernst Lubitsch, Federico Fellini, Yasujirō Ozu, Arturo Ripstein, Cédric Klapisch, Tinto Brass, Martin Brest o Eric Barbier.
Su obra musical fue declarada por la UNESCO el 22 de junio de 1989 de Interés Internacional.

## Biografía
Nacido en la glorieta de San Pedro de la capital almeriense en 1889, hizo sus primeros estudios musicales con el director de la Banda Municipal, espíritu que quedará presente en algunas de sus composiciones más populares, y en su primera partitura escrita con solo catorce años, titulada "Las dos palomas". Se trasladó a Madrid convalidando en el Conservatorio sus estudios con calificación de sobresaliente. En la capital del España entró en contacto con grandes maestros de la zarzuela como Tomás Bretón, Gerónimo Giménez y Amadeo Vives. De ese periodo es su pasodoble Relampaguito dedicado a un torero almeriense, y su primera zarzuela bajo el nombre de El Centurión, de 1906.
Muy joven se traslada a Barcelona y de allí a Buenos Aires, donde, a sus 23 años trabaja como director de la orquesta de la compañía de Ursula López. Regresa a Barcelona e inicia una de sus etapas más fructíferas (de esos años son temas como El relicario y La violetera). Su próximo objetivo sería París, donde hace amistad con Carlos Gardel y Maurice Chevalier, y consigue colocar sus obras en el «Folies Bergere» y el «Moulin Rouge».

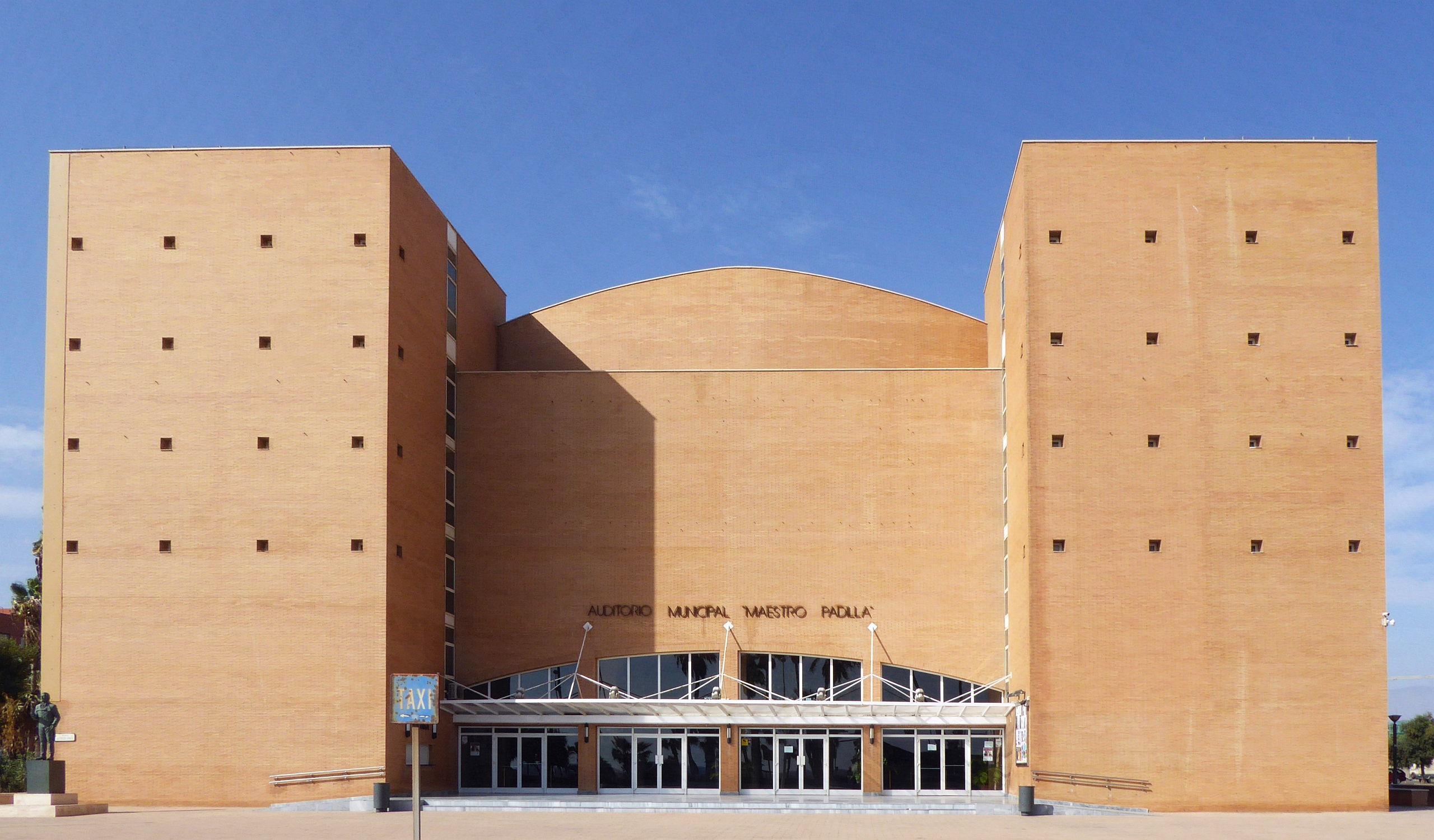
Auditorio Municipal Maestro Padilla de la ciudad de Almería.

De sus posteriores viajes a Argentina debe mencionarse la puesta en escena del sainete El Taita del Arrabal, de Manuel Romero y Luis Bayón Herrera. También grabaría con Carlos Gardel.
En 1949, con 60 años regresó a España y se instaló en un chalé de la calle Gabriel Abreu n.º 11, en Madrid, que luego sería durante quince años y hasta 2011, la casa-museo del compositor de La estudiantina madrileña, Bajo el cielo de Madrid, Farolillo verbenero o Madrileña.

## Reconocimientos

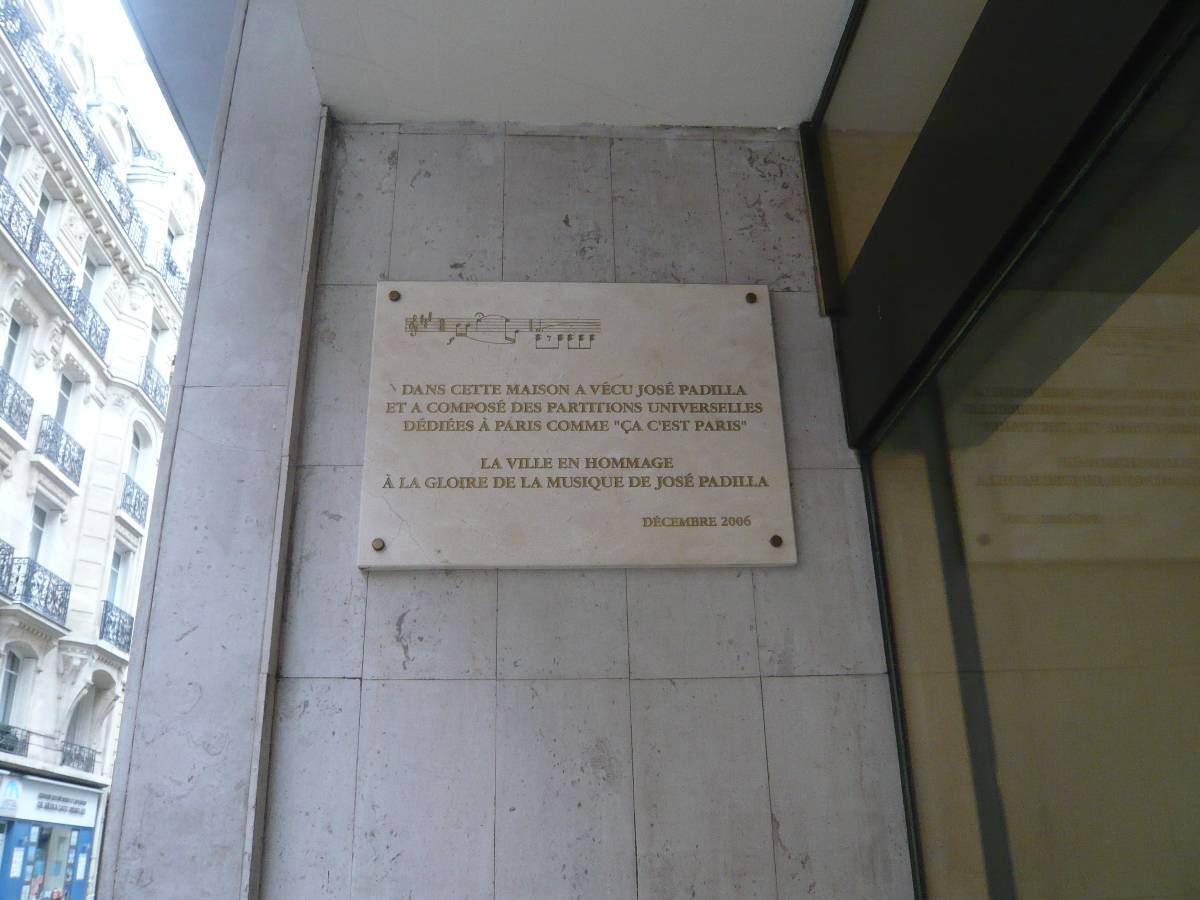
Placa en la rue Pergolèse n.º 10 de París al compositor español Maestro Padilla Sanchez

En 2010, con motivo del 50 aniversario de su muerte se celebraron actos y homenajes en distintos puntos del planeta. El llamado "Año Padilla" se inició en Damasco, el 19 de enero de 2010, con un concierto de la Orquesta Sinfónica Nacional de Siria en el Teatro de la Ópera, interpretando Caminos de Damasco. En marzo, se le homenajeó en La Habana, y en la segunda semana de abril en Buenos Aires, donde se le dedicó una placa en el Teatro Ópera. También en abril se le recordó en Oslo, y en la primera semana de mayo las embajadas de España y de Francia en Lisboa organizaron un concierto homenaje y en recuerdo su esposa de nacionalidad portuguesa Lidia Ferreia. De nuevo en Oriente Medio, se celebraron conciertos en Damasco y en Beirut, ya en otoño diversos conciertos y exposiciones en Moscú, Tokio, Seúl y Hong Kong. El año Padilla se cerró con el estreno de una partitura inédita en París, dentro de los actos que la ciudad le dedicó con motivo de su cincuentenario.
En Madrid, llevan su nombre unos jardines, un monumento dedicado a su música, y un colegio de Educación Infantil y Primaria; y una calle y una estatua dedicadas a la La Violetera; y en 1992 se abrió al público una Casa-Museo José Padilla, dentro de los actos de la Capitalidad Europea de la Cultura. Edificio y legado fueron embargados entre 2010-2011.
En Almería, el Auditorio Municipal, principal espacio escénico de la ciudad, inaugurado en 1992, lleva su nombre.
En su casa parisina de la rue Pergolèse, el ayuntamiento de la capital francesa le rindió homenaje el 5 de diciembre de 2006 con una placa conmemorativa. También tiene calles y placas en Almería, Valencia y otras localidades.
En España se han emitido sellos de Correos dedicados a José Padilla.

## Obras

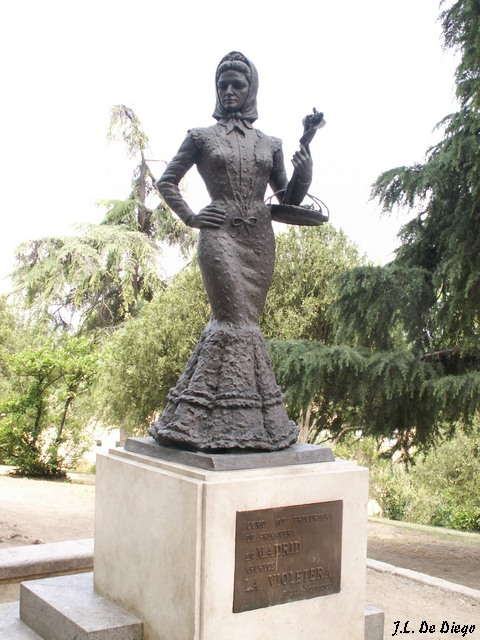
Homenaje en Madrid a la Violetera de Padilla, por el escultor Santiago de Santiago.

Las producciones más populares a nivel internacional sonː
- El relicario (1914), pasodoble con letra de Armando Olivares Y José M. Castellví, estrenado por Mary Focela en el Teatro Arnau de Barcelona, y recuperado meses después por Raquel Meller en el Teatro Eldorado con clamoroso éxito que provocó la venta en poco tiempo de 100.000 vinilos, y que hicieron rico a Padilla.
- La violetera (1915), habanera,  con letra de Eduardo Montesinos; estrenada en Barcelona, por Carmen Flores, y popularizada por Raquel Meller.
- Valencia (1925), pasodoble, adaptación de la segunda parte del primer número musical de su zarzuela La bien amada (1924), el coro de hilanderas y pescadores “Te quiero porque tienes en los ojos la mirada traicionera”. Estrenado en el Teatro Olympia de París por Mercedes Serós.[21]

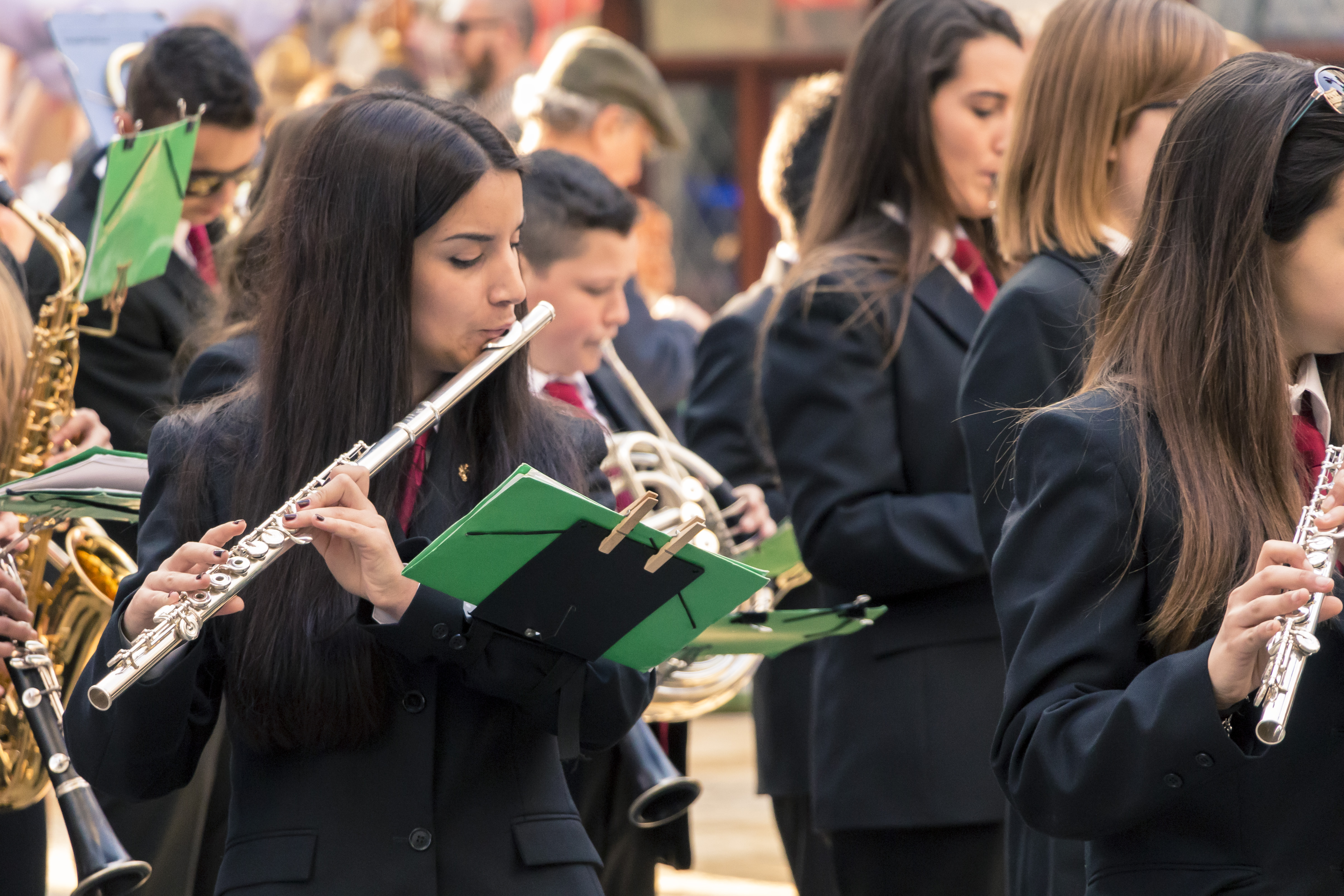
Banda de música en Fallas interpretando el pasodoble Valencia

- Ça c'est Paris (1926), fue en Francia uno de los grandes éxitos de la Mistinguett. Llamada por algunos comentaristas y biógrafos "la marsellesa de los parisienses". Fue tarareada por Greta Garbo en Ninotchka, cuando recuerda en Moscú los placeres perdidos de la «ville lumière» y en 1949 fue popularizada en los Estados Unidos por Maurice Chevalier .[20]
- Sinfonía portuguesa (1949), opereta que sería su último gran éxito parisino, permaneciendo más de tres años en cartel, con un planteamiento de gran espectáculo que incluía setenta artistas, trescientos cincuenta trajes y quince decorados.[21]
- La hechicera en palacio (1950), revista-opereta, estrenada por Celia Gámez en el Teatro Alcázar de Madrid el 23 de noviembre de ese año y que continuaría en cartel hasta junio de 1952, tras 1.150 representaciones. Entre sus números más populares están la Estudiantina portuguesa, tema que en versión de la cantante portuguesa Lidia Ferreira en 1974, fue uno de los temas musicales protagonistas en la Revolución de los Claveles de Portugal, catorce años después de la muerte de Padilla.[21][22]
- Himno de Almería, con letra del poeta José María Álvarez de Sotomayor.[11]
- Himno de la Coronación de la Virgen del Mar (1951) con letra del poeta Manuel del Águila.

### Zarzuela y musicales
- 1906 El centurión, libreto de Miguel Mihura y J. Navarro; La mala hembra, con libreto de Ventura de la Vega;
- 1907 El héroe del cortijo, con Barba; libreto de Ramón Sánchez Saracaga;
- 1908 La presidiaria, libreto de Ventura de la Vega; La titiritera, libreto de Juan García Revenga y Victoriano García Revenga;
- 1909 La copla gitana, con Manuel Quislant, libreto de Juan Tavares; El decir de la gente, libreto de Miguel Mihura y Ricardo González del Toro; Los viejos verdes, con Quinito Valverde; libreto de Manuel Lara y Juan Velarde;
- 1910 El heredero del trono, libreto de Lope de Haro; Juan Miguel;
- 1911 El alegre Manolín, libreto de Miguel Mihura y Emilio González del Castillo; Los apaches, libreto de Antonio González Rendón; El divino juguete, libreto de Enrique Quilis Pastor; Las pícaras faldas, libreto de Miguel Mihura y Ricardo González del Toro; El pueblo del peleón, libreto de Miguel Mihura y Ricardo González del Toro;
- 1913 La plebe, con Luis Foglietti, libreto de Manuel Fernández Palomero;
- 1916 La corte del Amor, libreto de Manuel Fernández Palomero; Miguelín;
- 1917 Luzbel, libreto de José Aguado Pérez y Miguel Nieto; Sabino, el trapisonda, libreto de Armando Oliveros y José María Castellví;
- 1918 El secreto de la paz, libreto de José Ramón Franquet;
- 1923 Sol de Sevilla, con José Andrés de la Prada;
- 1924 La bien amada, libreto de José Andrés de la Prada; Pèpètte, opereta (París);
- 1925 Sol y caireles, con Pascual Marquina;
- 1927 Charivarí, con Rafael Martínez Valls, Vicente Quirós y Lorenzo Torres Nin, libreto de J. Viñas, Germaine de Valois y José María Sagarra;
- 1934 Los inviolables, libreto de José Silva Aramburu;
- 1935 Mucho cuidado con la Lola, revista;
- 1939 La Giralda, libreto de Joaquín Álvarez Quintero y Serafín Álvarez Quintero;
- 1941 La violetera de la prada;
- 1949 Symphonie portugaise, opereta (París);
- 1950 La hechicera en Palacio;
- 1956 Chacha, Rodríguez y su padre, libreto de José Muñoz Román;

## Curiosidades
En 2011 el abogado valenciano Juan José Carreño se hace con los derechos de autor del catálogo del Maestro Padilla en España y Francia por impago de los honorarios en la demanda que los herederos del Maestro Padilla interpusieron y ganaron al pinchadiscos de Ibiza José Padilla, con el que no guarda parentesco.